# Meet the vulcanos
Meet The Vulcanos es el disco debut del combo instro-surf argentino The Vulcanos y fue producido por el conjunto. Grabado entre mayo y octubre de 2008 en los Estudios MGZ (Buenos Aires) y lanzado en 2011, presenta 14 temas —entre propios y versiones— de la primera época de la banda.

## Lista de canciones
1. El superagente secreto (Vito Langella y The Vulcanos). - 2:13
2. El rapto. - 1:55
3. Te quiero. (Carlos Corales). - 2:53
4. Sheena is a Surf Rocker («Sheena is a Punk Rocker», The Ramones). - 2:50
5. Bruce Wayne Goes to California... - 2:39
6. Hawaiian Breeze. - 2:39
7. Reina del mar (Teicoff Declouz y The Vulcanos). - 3:04
8. Curva de la muerte. - 1:58
9. Swamp Surf. - 2:37
10. El asunto del agente de C.I.P.O.L. («The Man from UNCLE», Jerry Goldsmith). - 1:44
11. Bossanoville. - 3:15
12. Shockwave (Zorba & The Greeks). - 2:23
13. Vulcanos Party. - 2:00
14. Go! - 2:18

- Todos los temas pertenecen a The Vulcanos (excepto donde se indica). «Bruce Wayne Goes to California...» contiene un fragmento de «Batman Theme» (Neal Hefti).

## Músicos
- Fioro: Guitarras y theremin.
- Vulcano D.: Guitarras y ukelele.
- Juan Solo: Batería y percusión.
- Paul Vulcano: Bajo.

## Invitados
- Marcelo Pérez: Guitarras en «El rapto».
- Matías Cepeda y Marcelo Pilotto: Teclados en «Reina del mar».
- Napoleón Solo y Alexander Waverly: Voces en «El asunto del agente de C.I.P.O.L.».
- Max González: Teclados en «Shockwave».

- Datos: Q6008974